# 会稽南部、鄱阳、新都之乱
会稽南部、鄱阳、新都之乱是三国时期发生的反抗孙吴政权的民变。
孙吴太平二年（257年）八月，会稽郡南部（今福建省大部，260年设建安郡）的山民造反，杀死會稽南部都尉。鄱阳郡（今江西省东北部）和新都郡（今安徽省黄山市一带）的山民也在同时发动叛乱。中书令锺离牧出任监军使者，率军镇压叛乱。参与镇压叛乱的还有廷尉丁密、步兵校尉郑胄。叛乱被镇压后，叛军头领黄乱、常俱等人交出他们的部队，充当兵员服役。锺离牧凭借战功受封秦亭侯，任越骑校尉。